# Ralph J. Gleason
Ralph Joseph  Gleason (Nova York, 1º de março de 1917 -  Berkeley, 3 de junho de 1975) foi um  crítico de música estadounidense, um dos fundadores (juntamente com Jann Wenner) da revista Rolling Stone, para a qual escreveu até à data da sua morte em 1975. Também foi um dos fundadores do Monterey Jazz Festival.
Nascido em Nova York, estudou na Universidade Columbia. Foi um dos primeiros críticos musicais a perceber a importância de nomes como Bob Dylan, Miles Davis e Lenny Bruce. Viveu o movimento beatnik, iniciado na cidade de São Francisco, em meados da década de 1950, uma época de grandes transformações no mundo e na consciência das pessoas, com uma grande vitalidade cultural que se veio a refletir no movimento hippie do final dos anos 1960. Como crítico especializado, Gleason  apoiou várias bandas criadas nesse período, na Bay Area, como Jefferson Airplane e Grateful Dead
Pioneiro da crítica musical de jazz e rock, ajudou o jornal San Francisco Chronicle a fazer a transição para a era do rock. Também colaborou com publicações como The New York Times, The Guardian, The Times, New Statesman, Evergreen Review, American Scholar, Saturday Review, New York Herald Tribune, Los Angeles Times, Chicago Sun Times, Sydney Herald, Playboy, Esquire, Variety e Stereo. Por dez anos, manteve uma coluna semanal sobre jazz e pop, publicada New York Post e em vários outros jornais dos Estados Unidos e da Europa. Durante doze anos, foi redator e crítico da revista Down Beat, um dos mais importantes periódicos sobre jazz. Também ministrou cursos de extensão sobre apreciação musical, na Universidade da Califórnia(1960-1963) e na Universidade de Sonoma (1965-1967).
Gleason morreu em 1975, em consequência de um infarto agudo do miocárdio, aos 58  anos, em  Berkeley (Califórnia).